# Xenophidion acanthognathus
Xenophidion acanthognathus là một loài rắn trong họ Tropidophiidae. Loài này được Günther & Manthey miêu tả khoa học đầu tiên năm 1995.